# Eliza Botezatu
Eliza Botezatu (n. 7 noiembrie 1938, Briceni, jud. Soroca – d. 9 iunie 2022, Chișinău) a fost o scriitoare și critic literar din Republica Moldova.
S-a născut în familia țăranilor Ana și Nicolae Cracan din comuna Briceni, jud. Soroca (azi raionul Dondușeni). A absolvit școala de șapte clase din satul natal, după care a mers la școala medie din Sudarca. În adolescență a lucrat un an ca instructoare de pioneri.
A vrut să devină actriță, dar nu a reușit să intre la facultatea de specialitate, așa că și-a depus actele la literatură. A urmat studii filologice la Universitatea de Stat din Moldova între anii 1956–1961, cât și diverse cursuri de pedagogie, stilistică și știință literară. După absolvirea studiilor, lucrează la Institutul Pedagogic din Bălți (azi Universitatea de Stat „Alecu Russo” din Bălți) ca lector-asistent (1961–1966). În 1966 devine lector superior, apoi doctor în științe filologice în 1972 și conferențiar în 1973. În perioada 1974–1979 a fost șef de catedră la același institut. Din 1979 a fost colaborator științific superior la Institutul de Limbă și Literatură al Academiei de Științe a Moldovei, iar între 1986 și 1987 este șef de catedră și profesoară la Universitatea Pedagogică „Ion Creangă” din Chișinău.
Eliza Botezatu a publicat peste 400 de articole în ziare, reviste și periodice de specialitate, printre care Poezia meditativă moldovenească (Chișinău, 1974), Teoria și metodica compunerii (Chișinău, 1978), Literatura moldovenească pentru copii: Manual pentru școala superioară (Chișinău, 1984). A scris un studiu despre creația lui George Meniuc, intitulat „Cheile artei” (Chișinău, 1980).
A fost Eminentă a învățământului public din Moldova (1978) și a fost distinsă cu Ordinul „Gloria Muncii” în 1999. A primit titlul de Doctor honoris causa al Universității de Stat din Bălți în 2005.
Eliza Botezatu a fost căsătorită cu Ion Botezatu, lector universitar. Unica lor fiică, Stela, este filolog.